# Psychedelie

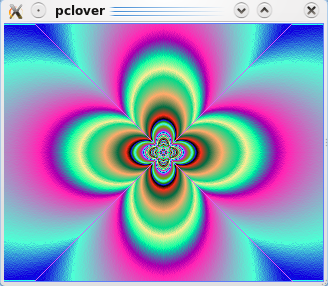

Psychedelie je stav mysli charakterizovaný velmi příjemným omámením smyslů, estetickým vytržením a tvůrčími impulsy, který je vyvolán některými drogami; např. psychedelická zkušenost.
Původ termínu je ve spojení řeckých slov psyché (ψυχή – mysl) a delos (δήλος – projev). Termín pochází z korespondence mezi psychiatrem H. Osmondem se spisovatelem A. Huxleym.